# Tigrosa
Genre
Tigrosa est un genre d'araignées aranéomorphes de la famille des Lycosidae.

## Distribution
Les espèces de ce genre se rencontrent aux États-Unis, au Canada et en Mexique.

## Liste des espèces
Selon World Spider Catalog (version 17.0, 20/04/2016) :
- Tigrosa annexa (Chamberlin & Ivie, 1944)
- Tigrosa aspersa (Hentz, 1844)
- Tigrosa georgicola (Walckenaer, 1837)
- Tigrosa grandis (Banks, 1894)
- Tigrosa helluo (Walckenaer, 1837)

## Publication originale
- Brady, 2012 : Nearctic species of the new genus Tigrosa (Araneae: Lycosidae). Journal of Arachnology, vol. 40, no 2, p. 182-208 (texte intégral).